# بوب فوستر (لاعب كرة قدم)
بوب فوستر (بالإنجليزية: Bob Foster)‏ (1 يناير 1911 في المملكة المتحدة - ) هو لاعب كرة قدم بريطاني في مركز حراسة المرمى. لعب مع أولدهام أثلتيك ونادي أكرينغتون ستانلي ونادي بوري ونادي ريكسهام ونادي ساوثهامبتون وMossley A.F.C. ‏ وأكرينجتون ستانلي ‏.